# Atolka
Atolka är en ort i Mexiko.   Den ligger i kommunen Omealca och delstaten Veracruz, i den sydöstra delen av landet, 250 km öster om huvudstaden Mexico City. Atolka ligger 1 275 meter över havet och antalet invånare är 164.
Terrängen runt Atolka är kuperad norrut, men söderut är den bergig. Atolka ligger uppe på en höjd. Runt Atolka är det ganska tätbefolkat, med 116 invånare per kvadratkilometer. Närmaste större samhälle är Córdoba, 13,7 km norr om Atolka. I omgivningarna runt Atolka växer huvudsakligen savannskog.